# Sungai Geringging (plaats)
Sungai Geringging is een bestuurslaag in het regentschap Kampar van de provincie Riau, Indonesië. Sungai Geringging telt 718 inwoners (volkstelling 2010).